# 德國勝利航運

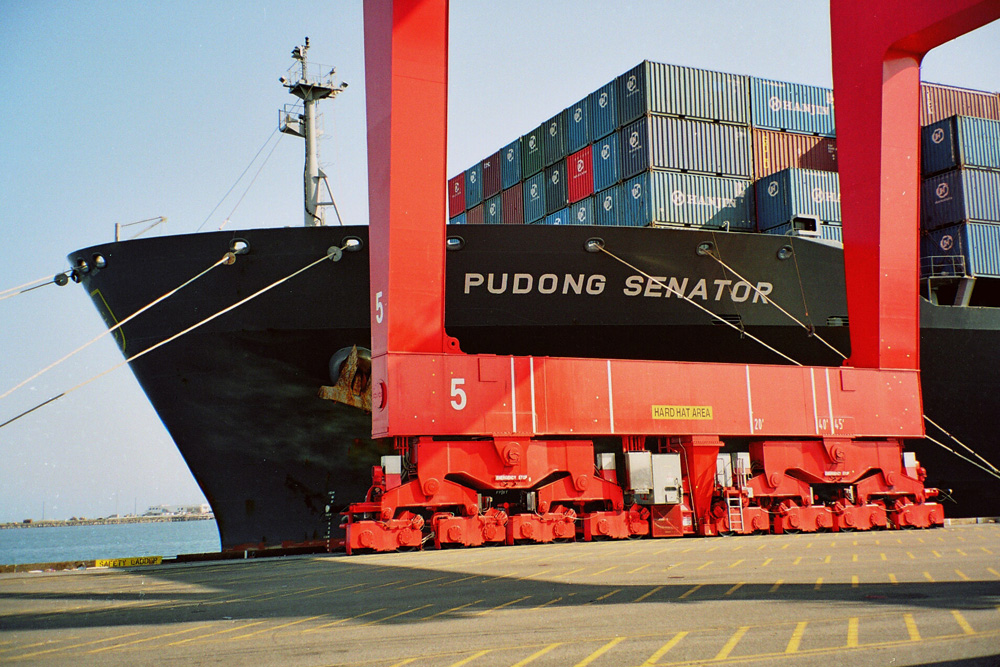
德國勝利航運─「浦東勝利號」

德國勝利航運（英語、德語：Senator Lines）是一家位於德國的海運公司，也是韓國韓進集團旗下的公司。但韓進集團於2009年2月停止營運這家公司。